# Centro de Confinamento do Terrorismo
O Centro de Confinamento do Terrorismo (espanhol: Centro de Confinamiento del Terrorismo, abreviado CECOT) é uma prisão de segurança máxima localizada em Tecoluca, San Vicente, El Salvador. A prisão foi construída de julho de 2022 a janeiro de 2023 em meio a uma repressão de gangues em grande escala; foi inaugurada em janeiro de 2023 e recebeu seus primeiros 2 000 presos em fevereiro de 2023. Em março de 2023, a prisão tinha uma população de mais de 4 000 presos. Foi descrito como uma mega prisão e uma das maiores prisões do mundo.

## História
Em março de 2022, o governo salvadorenho iniciou uma repressão em larga escala contra gangues criminosas, que o governo considera organizações terroristas. Devido ao grande número de supostos membros de gangues presos pelas forças de segurança do país, o governo anunciou em julho de 2022 que uma nova prisão com capacidade para 40 000 pessoas seria construída para abrigar os presos, bem como aliviar as prisões superlotadas de El Salvador, como a prisão de Zacatecoluca. O contrato para construir a prisão foi adjudicado a duas empresas salvadorenhas, OMNI e DISA, e a empresa mexicana Contratista General de América Latina SA de CV. No momento de sua abertura, mais de 62 000 pessoas foram presas durante a repressão.
A prisão, conhecida como Centro de Confinamento do Terrorismo (CECOT), foi inaugurada pelo presidente salvadorenho Nayib Bukele em janeiro de 2023. Bukele twittou dois vídeos de transferências de prisioneiros desde a abertura da prisão.

## Presídio
O Centro de Confinamento do Terrorismo cobre 1.700.000 metros quadrados de área total, enquanto os oito blocos de celas cobrem cerca de 234.000 metros quadrados, a mesma área que seis campos de futebol. Tem capacidade máxima para 40 000 pessoas - o dobro da população total do Campus Penitenciário de Marmara em Istambul, Turquia - o que o tornaria o maior do mundo em capacidade total. Embora a CECOT tenha uma capacidade maior do que a prisão de Marmara, ela é muito menor, pois a prisão de Marmara cobre 1 200 000.  A CECOT foi descrita como uma "megaprisão", uma "super prisão", e a "maior prisão da América Latina".
Cada cela contém apenas dois banheiros, duas pias e 80 beliches sem colchões para os mais de 100 internos designados por cela. De acordo com o Financial Times, em média, cada prisioneiro recebe 0,6 metros quadrados de espaço. Existem fábricas para os presos produzirem tecidos.
A prisão é protegida por 1 000 guardas, 600 soldados e 250 policiais; são 40 presos por guarda. Suas dezenove torres de guarda - sete no perímetro e doze no interior - são compostas por sete soldados cada.

## Alegações de abusos dos direitos humanos
Críticos do CECOT referem-se a ele como um "buraco negro dos direitos humanos". A BBC indicou que o CECOT não segue o padrão internacional da Cruz Vermelha que recomenda que cada preso receba pelo menos 3,4 metro quadrados (37 sq ft) de espaço em uma cela; em média, o CECOT concede aos presos 0,6 metro quadrados (6,5 sq ft) de espaço. Martin Horn, ex-administrador da prisão da Ilha de Rikers, nos Estados Unidos, afirmou que 40.000 presos são "demais para serem administrados em um único local [...] sob quaisquer circunstâncias", referindo-se à capacidade nominal da prisão. Não há beliches suficientes para cada preso designado a cada cela; quando a BBC perguntou a García qual era a capacidade máxima de cada cela, ele respondeu que "onde cabem 10 pessoas, cabem 20".
Faculdade Emerson – A cientista política Mneesha Gellman afirmou que as pessoas mantidas no CECOT enfrentam "superlotação severa" e "alimentação inadequada".
A BBC também indicou que os presos são privados de direitos como atividades ao ar livre e visitas familiares, conforme estabelecido pelas diretrizes internacionais. Juan Carlos Sánchez, responsável pelo programa da Due Process of Law Foundation, manifestou preocupação com a qualidade da alimentação servida no CECOT. Ele também questionou o status do devido processo legal, já que a prisão encarcerava tanto criminosos condenados quanto indivíduos em julgamento por supostos crimes. Alertou que os presos podem ficar "doentes física e mentalmente" e "sair com raiva". Antonio Durán, um juiz sênior em Zacatecoluca, afirmou que as condições no CECOT equivalem a "tortura". Zaira Navas, assessora jurídica da ONG Cristosal, afirmou que é difícil monitorar as condições dentro do CECOT e que estas "podem se tornar desumanas e degradantes, pois ninguém tem acesso a essa prisão". Doug Specht, estudioso dos direitos humanos da Universidade de Westminster, escreveu na Revista SAIS de Assuntos Internacionais que as condições no CECOT "estão significativamente aquém das normas aceitas para o tratamento humano dos presos".
Anistia Internacional expressou preocupações de que o CECOT "poderia ameaçar os direitos humanos" ("podría amenazar DD.HH") e que a prisão representava uma "política de encarceramento em massa" ("política de encarcelamiento masivo"). Miguel Sarre, ex-membro do Subcomitê das Nações Unidas para a Prevenção da Tortura, descreveu o CECOT como um "poço de concreto e aço" utilizado para "descartar pessoas sem aplicar formalmente a pena de morte", citando que o governo não pretende libertar os detentos da prisão. Kavan Applegate, presidente do comitê de design da Associação Internacional de Correções e Prisões, comentou que o CECOT está "armazenando" pessoas. Gustavo Fondevila, professor de Direito no Centro de Pesquisa e Ensino Econômico, descreveu o CECOT como um "projeto de campanha política, o típico projeto de campanha penal puro e duro do populismo".
Em resposta às críticas sobre supostos abusos dos direitos humanos, García disse à CNN que "muito se tem falado sobre o CECOT e as violações dos direitos humanos, mas vocês estão vendo tudo o que fazemos — assistência médica, garantia de que o devido processo legal seja seguido [...] toda a operação é baseada no estrito respeito pelos direitos humanos". Em 12 de setembro de 2023, a Suprema Corte de Justiça e a Assembleia Legislativa aprovaram uma disposição que permitia aos tribunais em Usulután e Cojutepeque — conhecidos como tribunais de vigilância — monitorar os direitos dos indivíduos encarcerados no CECOT.

## Reações
Bukele descreveu o Centro de Confinamento do Terrorismo como "a prisão mais criticada do mundo".
A construção da prisão foi criticada pelos partidos Frente Farabundo Martí de Libertação Nacional (FMLN) e Vamos (V), afirmando que a construção de universidades e hospitais deve ter prioridade sobre a construção de prisões. A Human Rights Watch (HRW) criticou a prisão por ter uma capacidade tão alta, afirmando que as Regras Mínimas para o Tratamento de Prisioneiros sugerem que uma prisão não deve exceder uma população superior a 500. A Anistia Internacional criticou o governo , afirmando que a prisão não "enfrenta as causas profundas da violência" e que apenas permite que o governo continue sua "política de encarceramento em massa".
Depois que a prisão aceitou seus primeiros 2 000 presos, o presidente colombiano Gustavo Petro e alguns especialistas em direitos humanos afirmaram que a prisão parecia um campo de concentração. De acordo com Martin Horn, um ex- administrador prisional da cidade de Nova York, "quarenta mil [prisioneiros] é demais para administrar em um só lugar, ponto final. Sob quaisquer circunstâncias". Segundo Gustavo Fondevila, professor do Centro de Investigação e Docência Econômicas (CIDE), "o que vamos ter é um presídio gigantesco que vai virar uma pequena cidade do crime [...] projeto de campanha política, o típico projeto de campanha do populismo penal puro e duro".
Segundo pesquisa realizada pela CIESCA em março de 2023, 96,4% dos entrevistados apoiam a construção do CECOT, enquanto 3,6% se opõem.